# 6402 Holstein
A 6402 Holstein (ideiglenes jelöléssel 1991 GQ10) a Naprendszer kisbolygóövében található aszteroida. Freimut Börngen fedezte fel 1991. április 9-én.